# Big Brother Slovenija (1. sezona)
Prva Slovenska sezona Big Brothera je potekala 85 dni, začela se je 17. marca 2007 in končala 9. junija 2007. Voditeljica oddaje je bila Nina Osenar, nagrada je bila 75.000€.

## Opis
Za prvo sezono Big Brotherja v Slovenijji je bilo izbranih 18 kandidatov,17. Marca se jih je vselilo 12 šest žensk in šest moških. Kasneje pa so se vselili še ostali.
Šov Big Brother je bil na sporedu vsak dan. Čez teden so tekmovalci opravljani naloge in sicer je bil vsak teden poimenovan, npr. vojaški, velikonočni, cirkuški, plesni, šolski itd., v skladu s poimenovanjem pa so opravljali tudi temu primerne tedenske naloge.   
Ob sobotah je bila na sporedu posebna, 2-urna oddaja, ki je potekala v živo iz TV-studia. Oddaje je vodila Nina Osenar, ki je pred tem že tudi sama izkusila resničnostni šov – bila je namreč »Sanjska ženska« v drugi sezoni oddaje. Osenarjeva je sicer tudi pevka, za oddajo je prispevala svoj glas v pesmi Zelo Naglas, ki je postala Big Brother himna oz. uvodna »špica« posamezne televizijske oddaje. Svoj glas so prispevali tudi tekmovalci, različne verzije te pesmi pa so bile nato dostopne na zgoščenki. 
Vsaka sobotna oddaja je poleg vklopov v živo v hišo Big Brother vsebovala tudi različne goste. Med občinstvom so sedeli že izpadli tekmovalci, ki so komentirali tekoče dogajanje v hiši, spore med preostalimi stanovalci ipd., in pa sorodniki tekmovalcev, ki so bili še v hiši. Oddaja je gostila tudi stalna komentatorja , Almo Brdžanovič, ki je v javnosti poznana predvsem kot nekdanja tekmovalka v prvi sezoni Bara, in modni oblikovalec Milan Gačanovič. V studiu se jima je vsak teden pridružil še tretji komentator.
Stanovalci prve sezone so:
| Teden izločitve | Tekmovalec         | Kraj                   | Starost |
| --------------- | ------------------ | ---------------------- | ------- |
| Zmagovalec      | Andrej             | Gold Coast, Avstralija | 27 let  |
| 12.             | Miha               | Celje                  | 21 let  |
| 12.             | Marina             | Klošter, Bela Krajina  | 21 let  |
| 12.             | Stane              | Celje                  | 20 let  |
| 11.             | Janez              | Ljubljana              | 55 let  |
| 10.             | Tjaša              | Koper                  | 19 let  |
| 10.             | Alisa              | Zagorje ob Savi        | 21 let  |
| 9.              | Tina               | Koper                  | 22 let  |
| 8.              | Alen               | Koper                  | 26 let  |
| 7.              | Jasmina R.         | Brezovica              | 19 let  |
| 6.              | Sonja              | Ribjek                 | 26 let  |
| 6.              | Pero (Andrej P.)   | Koper                  | 24 let  |
| 5.              | Suzana             | Koper                  | 38 let  |
| 4.              | Robert             | Koper                  | 31 let  |
| 3.              | Nina               | Hrastnik               | 28 let  |
| 2.              | Jessy (Jasmina E.) | Žiri                   | 20 let  |
| 1.              | Aleš               | Voličina (Lenart)      | 27 let  |
| 1.              | Veronika           | Ljubljana              | 23 let  |

### Nominacijska lestvica
|            | 2 teden              | 3 teden              | 4 teden              | 5 teden                            | 6 teden              | 7 teden                     | 8 teden            | 9 teden                             | 10 teden            | 11 teden           | Finale                             | Finale                             |
| ---------- | -------------------- | -------------------- | -------------------- | ---------------------------------- | -------------------- | --------------------------- | ------------------ | ----------------------------------- | ------------------- | ------------------ | ---------------------------------- | ---------------------------------- |
| Andrej     | Alen Nina            | Alen Nina            | Oproščen             | Pero Sonja                         | Jasmina Sonja        | Jasmina Tina                | Stane Tina         | Alisa Janez                         | Alisa Janez         | Janez Marina       | Zmagovalec (85 dni)                | Zmagovalec (85 dni)                |
| Miha       | Aleš Veronika        | Alen Nina            | Robert Sonja         | Jasmina Sonja                      | Andrej Jasmina       | Alen Tina                   | Tina Tjaša         | Alisa Janez                         | Alisa Janez         | Janez Marina       | Drugo mesto (85 dni)               | Drugo mesto (85 dni)               |
| Marina     | Ni je bilo še v hiši | Ni je bilo še v hiši | Ni je bilo še v hiši | Ni je bilo še v hiši               | Ni je bilo še v hiši | Ni je bilo še v hiši        | Oproščena          | Stane Tina                          | Janez Stane         | Andrej Stane       | Izseljena (84 dni)                 | Izseljena (84 dni)                 |
| Stane      | Aleš Jessy           | Nina Robert          | Oproščen             | Pero Sonja                         | Pero Sonja           | Alen Jasmina                | Alen Miha          | Alisa Janez                         | Alisa Janez         | Janez Marina       | Izseljen (83 dni)                  | Izseljen (83 dni)                  |
| Janez      | Ni ga bilo še v hiši | Ni ga bilo še v hiši | Ni ga bilo še v hiši | Ni ga bilo še v hiši               | Ni ga bilo še v hiši | Ni ga bilo še v hiši        | Oproščen           | Alisa Tjaša                         | Marina Tjaša        | Miha Stane         | Izseljen (78 dni)                  | Izseljen (78 dni)                  |
| Tjaša      | Ni je bilo še v hiši | Ni je bilo še v hiši | Oproščena            | Miha Sonja                         | Pero Sonja           | Alen Miha                   | Andrej Miha        | Alisa Miha                          | Alisa Janez         | Izseljen (71 dni)  | Izseljen (71 dni)                  | Izseljen (71 dni)                  |
| Alisa      | Ni je bilo še v hiši | Ni je bilo še v hiši | Ni je bilo še v hiši | Ni je bilo še v hiši               | Ni je bilo še v hiši | Ni je bilo še v hiši        | Oproščena          | Marina Tina                         | Janez Tjaša         | Odšla (69 dni)     | Odšla (69 dni)                     | Odšla (69 dni)                     |
| Tina       | Aleš Veronika        | Miha Robert          | Oproščena            | Jasmina Miha                       | Pero Sonja           | Andrej Miha                 | Andrej Miha        | Alisa Miha                          | Izseljena (64 dni)  | Izseljena (64 dni) | Izseljena (64 dni)                 | Izseljena (64 dni)                 |
| Alen       | Andrej Jessy         | Andrej Nina          | Oproščen             | Andrej Sonja                       | Andrej Jasmina       | Andrej Jasmina              | Andrej Miha        | Izseljen (57 dni)                   | Izseljen (57 dni)   | Izseljen (57 dni)  | Izseljen (57 dni)                  | Izseljen (57 dni)                  |
| Jasmina    | Miha Suzana          | Andrej Miha          | Miha Sonja           | Miha Suzana                        | Pero Sonja           | Andrej Miha                 | Izseljena (50 dni) | Izseljena (50 dni)                  | Izseljena (50 dni)  | Izseljena (50 dni) | Izseljena (50 dni)                 | Izseljena (50 dni)                 |
| Sonja      | Ni v hiši            | Suzana Tina          | Miha Robert          | Miha Suzana                        | Jasmina Miha         | Izseljen (43 dni)           | Izseljen (43 dni)  | Izseljen (43 dni)                   | Izseljen (43 dni)   | Izseljen (43 dni)  | Izseljen (43 dni)                  | Izseljen (43 dni)                  |
| Pero       | Ni ga bilo še v hiši | Ni ga bilo še v hiši | Oproščen             | Jasmina Suzana                     | Jasmina Tjaša        | Izvržen (41 dni)            | Izvržen (41 dni)   | Izvržen (41 dni)                    | Izvržen (41 dni)    | Izvržen (41 dni)   | Izvržen (41 dni)                   | Izvržen (41 dni)                   |
| Suzana     | Robert Veronika      | Miha Robert          | Robert Sonja         | Pero Sonja                         | Izseljena (36 dni)   | Izseljena (36 dni)          | Izseljena (36 dni) | Izseljena (36 dni)                  | Izseljena (36 dni)  | Izseljena (36 dni) | Izseljena (36 dni)                 | Izseljena (36 dni)                 |
| Robert     | Aleš Jessy           | Miha Nina            | Miha Sonja           | Izseljen (29 dni)                  | Izseljen (29 dni)    | Izseljen (29 dni)           | Izseljen (29 dni)  | Izseljen (29 dni)                   | Izseljen (29 dni)   | Izseljen (29 dni)  | Izseljen (29 dni)                  | Izseljen (29 dni)                  |
| Nina       | Alen Jessy           | Alen Robert          | Izseljena (22 dni)   | Izseljena (22 dni)                 | Izseljena (22 dni)   | Izseljena (22 dni)          | Izseljena (22 dni) | Izseljena (22 dni)                  | Izseljena (22 dni)  | Izseljena (22 dni) | Izseljena (22 dni)                 | Izseljena (22 dni)                 |
| Jessy      | Miha Robert          | Izseljana (15 dni)   | Izseljana (15 dni)   | Izseljana (15 dni)                 | Izseljana (15 dni)   | Izseljana (15 dni)          | Izseljana (15 dni) | Izseljana (15 dni)                  | Izseljana (15 dni)  | Izseljana (15 dni) | Izseljana (15 dni)                 | Izseljana (15 dni)                 |
| Aleš       | Nina Robert          | Odšel (10 dni)       | Odšel (10 dni)       | Odšel (10 dni)                     | Odšel (10 dni)       | Odšel (10 dni)              | Odšel (10 dni)     | Odšel (10 dni)                      | Odšel (10 dni)      | Odšel (10 dni)     | Odšel (10 dni)                     | Odšel (10 dni)                     |
| Veronika   | Miha Suzana          | Odšla (10 dni)       | Odšla (10 dni)       | Odšla (10 dni)                     | Odšla (10 dni)       | Odšla (10 dni)              | Odšla (10 dni)     | Odšla (10 dni)                      | Odšla (10 dni)      | Odšla (10 dni)     | Odšla (10 dni)                     | Odšla (10 dni)                     |
|            |                      |                      |                      |                                    |                      |                             |                    |                                     |                     |                    |                                    |                                    |
| Nominirani | Aleš, Jessy, Robert  | Miha, Nina, Robert   | Miha, Robert, Sonja  | Miha, Pero, Sonja, Suzana, Tjaša   | Jasmina, Miha, Sonja | Alen, Andrej, Jasmina, Miha | Alen, Andrej, Miha | Alisa, Janez, Miha, Stane, Tina     | Alisa, Janez, Tjaša | Janez, Marina      | Andrej, Janez, Marina, Miha, Stane | Andrej, Janez, Marina, Miha, Stane |
| Odhodi     | Veronika, Aleš       | nihče                | nihče                | nihče                              | nihče                | nihče                       | nihče              | nihče                               | Alisa               | nihče              | nihče                              | nihče                              |
| Izločitve  | nihče                | nihče                | nihče                | nihče                              | nihče                | Pero                        | nihče              | nihče                               | nihče               | nihče              | nihče                              | nihče                              |
| Izseljeni  | Jessy 67%            | Nina 41%             | Robert 62%           | Suzana 50%                         | Sonja 53%            | Jasmina 67%                 | Alen 53%           | Tina 73%<                           | Tjaša 72%           | Janez 70%          | Stane za zmago (4 mesto)           | Marina za zmago (3 mesto)          |
| Izseljeni  | Jessy 67%            | Nina 41%             | Robert 62%           | Suzana 50%                         | Sonja 53%            | Jasmina 67%                 | Alen 53%           | Tina 73%<                           | Tjaša 72%           | Janez 70%          | Miha za zmago (2 mesto)            |                                    |
| Preživeli  | Robert 33%           | Robert 37% Miha 22%  | Sonja 28% Miha 10%   | Sonja 41% Miha 3% Pero 3% Tjaša 3% | Jasmina 42% Miha 5%  | Miha 21% Alen 8% Andrej 4%  | Miha 39% Andrej 8% | Alisa 22% Janez 2% Miha 2% Stane 1% | Janez 28%           | Marina 30%         | Andrej Zmagovalec                  | Andrej Zmagovalec                  |

#### Število nominacij
|          | 2 teden      | 3 teden      | 4 teden      | 5 teden      | 6 teden      | 7 teden      | 8 teden   | 9 teden   | 10 teden  | 11 teden  | Finale      | Finale      | Skupaj |
| -------- | ------------ | ------------ | ------------ | ------------ | ------------ | ------------ | --------- | --------- | --------- | --------- | ----------- | ----------- | ------ |
| Andrej   | 1            | 2            | 0            | 1            | 2            | 3            | 3         | 0         | 0         | 1         | Zmagovalec  | Zmagovalec  | 13     |
| Miha     | 3            | 4            | 3            | 4            | 1            | 3            | 4         | 2         | 0         | 1         | Drugo mesto | Drugo mesto | 25     |
| Marina   | Ni še v hiši | Ni še v hiši | Ni še v hiši | Ni še v hiši | Ni še v hiši | Ni še v hiši | Oproščena | 1         | 1         | 3         | Izseljena   | Izseljena   | 5      |
| Stane    | 0            | 0            | 0            | 0            | 0            | 0            | 1         | 1         | 1         | 2         | Izseljen    | Izseljen    | 5      |
| Janez    | Ni še v hiši | Ni še v hiši | Ni še v hiši | Ni še v hiši | Ni še v hiši | Ni še v hiši | Oporščen  | 3         | 6         | 3         | Izseljen    | Izseljen    | 12     |
| Tjaša    | Ni še v hiši | Ni še v hiši | Oproščena    | 0            | 1            | 0            | 1         | 1         | 2         | Izseljena | Izseljena   | Izseljena   | 5      |
| Alisa    | Ni še v hiši | Ni še v hiši | Ni še v hiši | Ni še v hiši | Ni še v hiši | Ni še v hiši | Oproščena | 6         | 4         | Odšla     | Odšla       | Odšla       | 10     |
| Tina     | 0            | 1            | 0            | 0            | 0            | 2            | 2         | 2         | Izseljena | Izseljena | Izseljena   | Izseljena   | 7      |
| Alen     | 2            | 3            | 0            | 0            | 0            | 3            | 1         | Izseljen  | Izseljen  | Izseljen  | Izseljen    | Izseljen    | 9      |
| Jasmina  | 0            | 0            | 0            | 3            | 5            | 3            | Izseljena | Izseljena | Izseljena | Izseljena | Izseljena   | Izseljena   | 11     |
| Sonja    | Ni še v hiši | 0            | 4            | 6            | 5            | Izseljena    | Izseljena | Izseljena | Izseljena | Izseljena | Izseljena   | Izseljena   | 15     |
| Pero     | Ni še v hiši | Ni še v hiši | Oproščen     | 3            | 4            | Izločen      | Izločen   | Izločen   | Izločen   | Izločen   | Izločen     | Izločen     | 7      |
| Suzana   | 2            | 1            | 0            | 3            | Izseljena    | Izseljena    | Izseljena | Izseljena | Izseljena | Izseljena | Izseljena   | Izseljena   | 6      |
| Robert   | 3            | 4            | 3            | Izseljen     | Izseljen     | Izseljen     | Izseljen  | Izseljen  | Izseljen  | Izseljen  | Izseljen    | Izseljen    | 10     |
| Nina     | 2            | 5            | Izseljena    | Izseljena    | Izseljena    | Izseljena    | Izseljena | Izseljena | Izseljena | Izseljena | Izseljena   | Izseljena   | 7      |
| Jessy    | 4            | Izseljena    | Izseljena    | Izseljena    | Izseljena    | Izseljena    | Izseljena | Izseljena | Izseljena | Izseljena | Izseljena   | Izseljena   | 4      |
| Aleš     | 4            | Odšel        | Odšel        | Odšel        | Odšel        | Odšel        | Odšel     | Odšel     | Odšel     | Odšel     | Odšel       | Odšel       | 4      |
| Veronika | 3            | Odšla        | Odšla        | Odšla        | Odšla        | Odšla        | Odšla     | Odšla     | Odšla     | Odšla     | Odšla       | Odšla       | 3      |

| Barva | Pomen barve v nominacijski lestvici                           |
| ----- | ------------------------------------------------------------- |
|       | izločen z odločitvijo gledalcev                               |
|       | prostovoljno odstopil od tekmovanja                           |
|       | izločen zaradi kršenja pravil Big Brotheja                    |
|       | Stanovalci so kršili pravila Big Brotherja in bili nominirani |
|       | stanovalec je oproščen od nominacij                           |
|       | superfinalist, ki je osvojil drugo mesto                      |
|       | Zmagovalec                                                    |

Razlogi kršenja pravili stanovalcev, ki so bili kazensko nominirani:
1. Suzana je bila samodejno nominirana za izselitev iz Big Brotherja kot kazen za govorjenje v italijanščini, v poskusu, da je Big Brother ne bi razumel.
2. Pero in Tjaša sta bila avtomatično nominirana za izselitev iz Big Brotherja, ker nista uspela narediti skrivne misije prepričati druge stanovalce, da par.
3. Alen je bil samodejno nominiran za izselitev iz Big Brotherja zaradi prekrška pravila, ki prepoveduje govorjenje drugim stanovalcem o dogajanju v spovednici
4. Miha, Stane in Tina so bili samodejno nominirani za izselitev s strani Big Brother. To je kazen za pogovor so imeli v jacuzziju, ko so imeli žaljive pripombe zoper bosanskih ljudi. Alisa, ki ima bosanske sorodnike, je bil užaljena s pripombami in se je pritožila Big Brotherju. Big Brother odločil,da so pripombe bile žaljive do Alise za to se je odločil za samodejno nominacijo za vsakega od njih.

### Predvajanje
Od ponedeljka do petka ob 20.00 - 20.30

Ob sobotah ob 20.00 - 22.00 oddaja v živo (izpadanje)

Ob nedeljah ob 20.00 - 20.40 nominacije

### Tedenske naloge
| Teden | Naloga                 |
| ----- | ---------------------- |
| 1     | Ogenj ne sme ugasniti  |
| 2     | Plesni teden           |
| 3     | Vojaški teden          |
| 4     | Velikonočni teden      |
| 5     | Telenovela Big Brother |
| 6     | Sloventhon             |
| 7     | Družinski teden        |
| 8     | Šolski teden           |
| 9     | Dieta                  |
| 8     | Modni teden            |
| 9     | Cirkus                 |